# Andhra Pradesh
Andhra Pradesh (telugu: ఆంధ్ర ప్రదేశ్) je država u Indiji uz Bengalski zaljev, na sjeveru graniči s Madhya Pradeshom i Orissom, i Tamil Nadu i Karanatakom na jugu. 275,068 SqKm i populacijom od preko 66,508,000 stanovnika (33,723,000 muškaraca i 32,781,000 žena). Glavni grad države je Hyderabad. Službeni jezik je telugu a pored njega se govore i tamilski, kannada i oriya.
Andhra Pradesh satoji se od 23 distrikta (glavni grad): Adilabad (Adilabad), Ananthapur (Ananthapur), Chittoor (Chittoor), Cuddapah (Cuddapah), Istočni Godavari (Kakinada), Guntur (Guntur), Hyderabad (Hyderabad), Karimnagar (Karimnagar), Khammam (Khammam), Krishna (Machiapatnam), Kurnool (Kurnool), Mahaboobnagar (Mahaboobnagar), Medak (Sangareddy), Nalgonda (Nalgonda), Nellore (Nellore), Prakasam (Ongole), Nizamabad (Nizamabad), Rangareddy (Hyderabad), Srikakulam (Srikakakulam), Vishakapatnam (Vishakapatnam), Vizingaram (Viziangaram), Warangal (Warangal), Zapadni Godavari (Eluru).

## Stanovništvo
Preko 85% populacije Andhra Pradesha pripada grupi Telugu-govornika. tek na jugu nailazimo na Tamilske grupe i na granici s Karnatakom narod Kanarese, koji se služe jezikom kannada. Urdu-govornika ima tek u Hyderabadu, i to u velikom broju,  dok u Indiji čine 7% populacije. -Pripadnici Bengalaca, Maratha, Gudžarata i Sindha su u manjini. -Tradicionalno su Andhra-plemena bila nomadi, a mnoga su to ostala i danas.
Popis plemena: Andh, Bhagata, Bhil, Chenchu, Gadaba, Gond, Gondu, Hill Raddi, Jatayus,  Kammara, Kattunayakan, Kolami, Konda Dhora (Kondadoras), Konda Kapus, Konareddis, Kondhs, Kotia, Koya, Kulia, Madrabhujinga, Mala (Malada, Malaja), Malis, Manna Dhora, Mukha Dhora, Nayaks (Nayakpods), Pardhan, Porja, Reddi Dhora, Rona, Savara, Sugali, Thoti, Valmiki, Yanadi, Yerukula. Nomadska Telugu-plemena: Piccukaguntlu, Balasanta, Saradakandru, Viramushtivaru, Bavanilu, Birannalavaru, Gollasuddulu, Dasarulu, Jangamulu, Kommuvaru.